# Nova Ubiratã

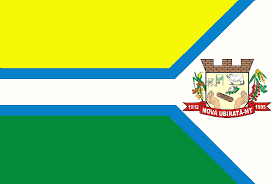

Nova Ubiratã est une municipalité brésilienne située dans l'État du Mato Grosso.